# Real3D

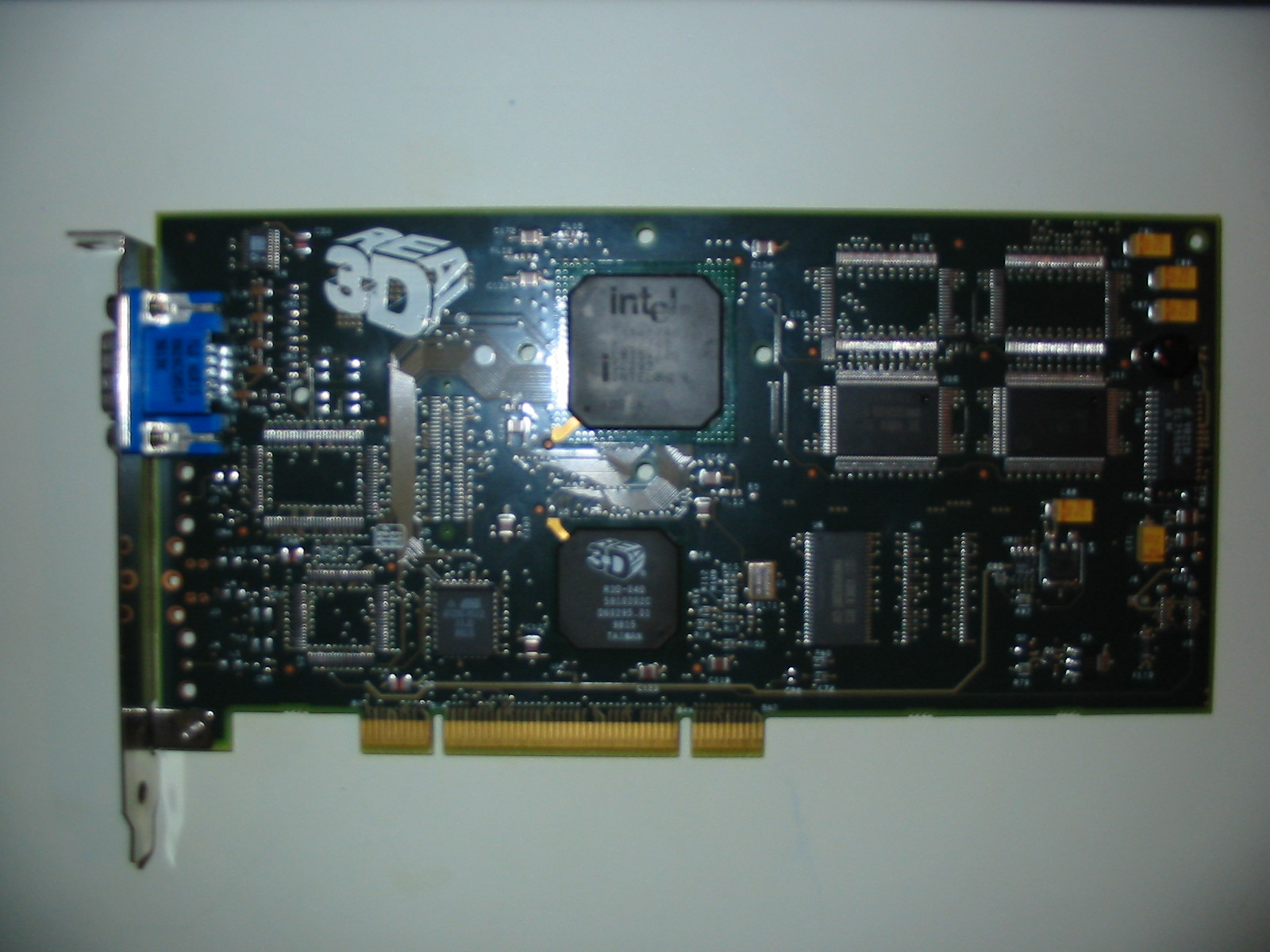
Real3D Scheda video PCI Intel740

La Real3D (più precisamente la Real3D Inc.) era un'azienda impegnata nello sviluppo e realizzazione di schede video per il settore videoludico di tipo "arcade" fin dal periodo in cui l'industria aerospaziale General Electric cedette la propria divisione aerospaziale (GE Aerospace) a Martin Marietta. Nel 1995, Martin Marietta e la Lockheed si unirono a formare la Lockheed Martin Corporation, che diventerà poi il maggior produttore mondiale di armi.
A seguito della fusione, la Lockheed Martin decise di commercializzare le proprie tecnologie nel campo della grafica computerizzata anche nel settore civile, creando appunto la Real3D e appoggiandosi ad altri famosi produttori del settore come Intel e SGI. Nel 1999, la Real3D citò in giudizio la famosa casa di produzione di schede video ATI Technologies per la violazione di alcuni brevetti (originariamente depositati dalla General Electric nel 1988 e nel 1990) e per una presunta appropriazione indebita di alcuni segreti commerciali (nello specifico si parlava dell'assunzione da parte di ATI di alcuni ingegneri precedentemente in forza a Real3D e che erano quindi a conoscenza di alcune tecnologie in sviluppo presso l'azienda).
Il 1º ottobre 1999 Real3D fu costretta a chiudere la propria attività e la Lockheed Martin cedette le proprie quote a Intel il 14 ottobre. In seguito all'acquisizione da parte di Intel, tutti i dipendenti vennero licenziati e l'ufficio di Orlando in Florida venne chiuso. Curiosamente, poco dopo la stessa ATI aprì una propria succursale proprio a Orlando assumendo diversi degli ingegneri precedentemente in forza a Real3D.

## Storia
- La storia della Real3D attraversa ben 3 decadi partendo dal "GE Aerospace Visual Docking Simulator"  sviluppato per le missioni Apollo della NASA, finalizzate allo sbarco umano sulla Luna.
- Le tecnologie di Real3D si sono riversate anche nelle oltre 200000 schede video SEGA Model2 and Model3 per le console da gioco della casa giapponese.
- Real3D depositò oltre 40 brevetti legati all'ambito della grafica 3D sia di tipo hardware sia di tipo software, che poi sono diventati di proprietà di Intel al momento dell'acquisizione finale.
- Real3D ebbe contatti con NVidia che poi diventerà una delle 2 maggiori sviluppatrici di soluzioni video di fascia alta insieme ad ATI. Inoltre, prima NVidia acquisì interamente SGI, la quale controllava il 10% di Real3D, e in un secondo tempo, quando acquisì anche 3dfx, divenne proprietaria anche di alcuni brevetti depositati inizialmente da Real3D.
- L'ultimo prodotto basato su slot AGP sviluppato da Real3D fu una scheda video commercializzata sotto il marchio Intel, e chiamata i740.